# Equidna (mitologia)

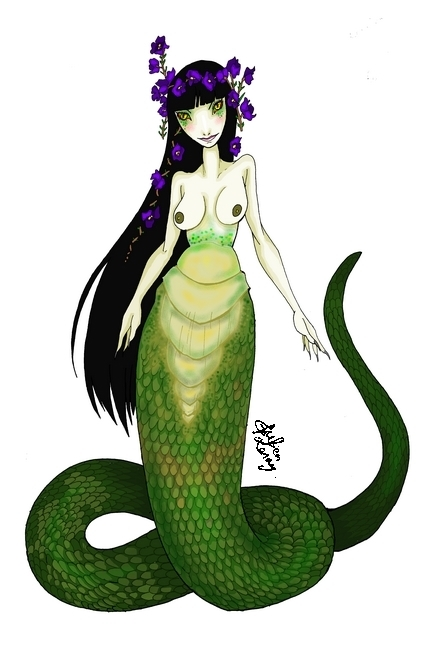
Imatge idealitzada d'Equidna a partir de relats mitològics.

En la mitologia grega, Equidna (grec antic: Ἔχιδνα, Ékhidna 'escurçó', llatí: Echidna) era una monstruosa nimfa, considerada per Hesíode descendent de Forcis i Ceto, els fills de Pontos i de Gea (les aigües del mar i la terra). Segons altres tradicions descendia de Tàrtar i de Gea, o també d'Estix, o de Crisàor. Era una dragona a vegades anomenada Draikina Delphyne. Tenia el rostre d'una dona bella de temibles ulls foscos però amb cua d'una serp anomenada Escurçó. Vivia en una cova a Cilícia, al país dels àrims. Hom també la situa al Peloponnès, i en aquest indret hauria mort a mans d'Argos, el dels cent ulls, perquè Equidna tenia el costum de devorar els caminants. Quan ella i Tifó van atacar l'Olimp, Zeus els va guanyar però els va permetre seguir vivint. Se li atribueixen molts fills monstruosos: amb Tifó va engendrar Ortre, el gos de Geríon, Cèrber, el gos dels inferns, l'Hidra de Lerna, la Quimera, morta per Bel·lerofont, Fea, la truja que assolava els camps de Crommió. Amb Ortre va tenir Fix, un monstre de Beòcia, i el Lleó de Nemea. També se li atribueix la maternitat del drac de la Còlquida que guardava el velló d'or i de Ladó, el drac que guardava les pomes del jardí de les Hespèrides, i la de l'àguila que es menjava el fetge de Prometeu.
Els habitants de les colònies gregues de Pont Euxí narraven una llegenda d'Equidna molt diferent, com ens explica Heròdot. Segons ells, Hèracles, en arribar a Escítia, havia deixat pasturant els seus cavalls mentre dormia. Quan es va despertar no hi eren. Mentre els cercava va trobar un monstre, Equidna, que vivia en una cova i que va prometre tornar-li els cavalls si feia l'amor amb ella. Hèracles acceptà i van tenir tres fills, Agatir, que donà nom als agatirsos, Geló, epònim de la ciutat de Gela, i Escites, que fundà el llinatge dels escites.

## Descendència
- Cèrber
- Ortre
- Quimera
- Esfinx
- Hidra de Lerna
- Ladó, el drac del jardí de les Hespèrides
- Lleó de Nemea
- Àguila de Prometeu
- Drac de Còlquida
- Fea